# Карађоз и Хаџиват
Карађоз и Хаџиват (тур. Karagöz ve Hacivat, Карађоз значи „црно око“) су протагонисти традиционалног турског позоришта сенки. Ове врста театра је била веома популарна у време Османског царства. Ликови, познати као tasvirs, су направљени од камиље коже у облику људи или ствари, и држе се на шипкама испред извора светла тако да бацају своје сенке на екран од памука. Луткама управља само један водећи уметник, Hayali. Тема позоришних комада се базира на контрасту између два главна лика: Карађоз симболизује неписменог човека из народа, док Хаџиват припада образованој класи која користи књижевни и поетски језик. Карађозова духовита наивност увек победи Хаџиватову ученост, мада сви његови пословни планови пропадну.
Представе о Карађозу и Хаџивату су посебно карактеристичне за период Рамазана. До појаве радија и филма, то је била једна од најпопуларнијих забава у Турској. Данас су ове представе углавном намењене деци, и то са поједностављеном тематиком.
Године 2009. Карађоз и Хаџиват позориште сенки уврштено је на Унескову Листу нематеријалног културног наслеђа човечанства.

## Ликови
Постоји легенда да су Карађоз и Хаџиват два зидара која су радила на изградњи џамије у Бурси у првој половини 14. века. Њихови вербални дуели су увесељавали остале раднике, али су успоравали рад. Због тога су погубљени, али су овековечени у народним причама.
Карађоз може да буде преварант, вулгаран, чак и насилан. У комадима се још појављују пијаница, зависник од опијума, ексцентрични патуљак, циција, жена намигуша и други. Појављују се и странци у типизиранимм улогама: црна слушкиња, албански стражар, грчки доктор, јеврејски златар итд.

## Концепт
Позоришни комади о Карађозу и Хаџивату типично имају 4 дела. У првом Хаџиват позива свога пријатеља Карађоза, који се на крају појављује. Други део је дијалог међу њима, док се у трћем делу ствара заплет. Најзад, у четвртом делу, долази до кратке препирке између Карађоза и Хаџивата која се редовно завршава тако што Хаџиват виче на Карађоза да је све упропастио. Карађоз одговара фразом: „Нека буде опроштено“.
Ова врста театра је постала популарна и у Грчкој под именом Карађозис.